# Роміна Павер
Ромі́на Франче́ска Па́вер (англ. Romina Francesca Power, нар. 2 жовтня 1951, Лос-Анджелес, Каліфорнія) — італійська й американська співачка й акторка, а також художниця й письменниця. Найбільш відома як учасниця італійського поп-дуету «Аль Бано і Роміна Павер» разом зі своїм тодішнім чоловіком Альбано Каррізі (Аль Бано).

## Біографія
Роміна Павер є старшою дочкою американського актора Тайрона Павера і його другої дружини, акторки Лінди Крістіан.
Після розлучення її батьків у 1956 році Павер разом із матір'ю й молодшою сестрою Тарін переїхала в Мексику (батьківщину Лінди Кристіан). Сім'я багато подорожувала, завдяки чому Павер вивчила кілька мов. Через кілька років вони переїхали в Італію, де жив тодішній коханець Кристіан. Після закінчення школи Роміна була відправлена навчатися в коледж в Англії.
Її інтерес до музики був викликаний американськими мюзиклами 1950-х, мексиканськими ансамблями маріачі й італійською музикою початку 1960-х. Підлітком Павер відкрила для себе «Бітлз» і Боба Ділана, чия творчість надихнула її на написання музики. Одержавши гітару в подарунок на свій 14-й день народження, Роміна вивчила акорди й написала свої перші пісні.
У 13-річному віці Роміна почала зніматися у кіно під керівництвом своєї матері, — в основному це були італійські фільми (серед яких контроверсійна кіноадаптація новели Маркіза де Сада «Жюстін», режисером якої був Хесус Франко). Під час знімань фільму «Nel Sole» вона зустрілася зі співаком і актором Аль Бано (повне ім'я — Альбано Каррізі). Між ними зав'язався роман, i 26 липня 1970 року пара одружилася, усупереч запереченням Лінди Крістіан, що вважала Аль Бано, вихідця з бідної апулійської родини, поганою парою для своєї доньки. На момент весілля 19-літня Роміна була вагітна — донька Іленія народилася в грудні 1970.
У 1969 році Павер випустила перший сольний альбом, що потрапив у місцеві чарти. Тоді вона усвідомила, що хоче присвятити себе музиці. До 1974 року вона випустила ще 2 альбоми. Також вона виступала як бек-вокалістка на концертах Аль Бано. Незабаром подружня пара стала виступати як дует «Аль Бано й Роміна Павер» (Al Bano е Romina Power). У 1976 році вони представили Італію на конкурсі Євробачення, зайнявши 7 місце.
Справжнє визнання до дуету прийшло з початком 1980-х, коли вийшли альбоми Felicita (укр. Щастя) (1982), Che Angelo Sei (укр. Який же ти ангел) (1983) i Effetto Amore (укр. Справжнє кохання) (1984) із їхніми найвідомішими хітами. Каррізі й Павер здобули популярність в Італії, Німеччині (де вони головним чином записувалися), інших країнах Європи, Радянському Союзі й Латинській Америці. Пара видала численні альбоми різними мовами. Павер була автором текстів багатьох їхніх пісень.
З піснею «Ci Sara» вони перемогли на пісенному конкурсі в Санремо 1984 року.
У подружжя народилося четверо дітей:
- Іленія (*1970), яка за невідомих обставин зникла в Новому Орлеані, США, в 1994. Дівчина не знайдена дотепер. За однією з версій, Іленія, що на момент зникнення зловживала наркотиками, покінчила життя самогубством, зістрибнувши з моста в ріку Міссісіпі. Також існує думка, що дівчина втратила пам'ять і живе в одній із країн Латинської Америки під іншим ім'ям. Павер вірить, що її дочка жива, у той час, як Аль Бано змирився з тим, що вона загинула.
- Ярі (*1973), їхній єдиний син. Відомий як музикант та композитор.
- Крістель (*1985), яка вже встигла себе спробувати в ролі співачки, проте, зараз випускає лінію власного одягу для молоді під маркою Crissberry.
- Роміна Молодша (*1987) вивчала акторську майстерність в Голлівуді та дебютувала в кількох італійських серіалах. Зараз реалізовує себе як фотограф, проводячи виставки своїх робіт, зокрема в Італії.

Після зникнення дочки відносини між чоловіком і дружиною стали псуватися, і в 1999 році Аль Бано й Роміна Павер розлучилися. Офіційно розлучення було оформлено на початку 2000-х.
У 2005 році Павер була учасницею журі на італійському шоу Ballando con le Stelle («Танцюючи із зірками»).
Між 2006 й 2007 роками Роміна, що з молодості займалася живописом, проводила виставки власних картин у Римі, Венеції та інших містах. У той же час вона займалася створенням короткометражного фільму «Upaya» (2006).
У 2007 році Павер придбала будинок у місті Седона, штат Аризона, США, і заявила, що залишає Італію назавжди й відтепер буде жити в США. Її інтерв'ю, у якому вона розповіла про свої плани, було опубліковане в італійському журналі Diva e donna і викликало суперечки в італійській пресі. Зокрема вона сказала, що італійська публіка сприймає її лише як ту, що співала «Il ballo del qua-qua», і через це для неї є складно ствердити себе в Італії художницею й письменницею. Крім того, вона втомилася від надмірної уваги з боку місцевої жовтої преси, що публікувала численні статті зі спекуляціями про її особисте життя й долю її доньки Іленії.
Однак восени 2007 року Павер приїхала до Італії і відвідала Неаполь у складі конференції «Breast Friends» з підтримки хворих на рак молочної залози. Разом із нею була сестра Тайрін, що вилікувалася від цієї хвороби.
У 2010 році Роміна взяла участь в італійському шоу Ciak si canta, де за спільну роботу зі своєю дочкою Крістель, вона отримала перше місце.
2012 року Роміна випустила новий альбом під назвою Da lontano (З далеку). Це неопублікований альбом 1998 року, написаний у співпраці з сином Ярі. Альбом містить пісні англійською та італійською.

## Сольна дискографія
- 12 Canzoni E Una Poesia (1969)
- Ascolta, Ti Racconto Di Un Amore (1974)
- Con Un Paio Di Blue-Jeans (1974)
- Da lontano (2012)